# Baikunthpur (Madhya Pradesh)
Baikunthpur (o Baikanthpur) è una suddivisione dell'India, classificata come nagar panchayat, di 9.301 abitanti, situata nel distretto di Rewa, nello stato federato del Madhya Pradesh. In base al numero di abitanti la città rientra nella classe V (da 5.000 a 9.999 persone).

## Geografia fisica
La città è situata a 24° 43' 0 N e 81° 25' 0 E e ha un'altitudine di 314 m s.l.m..

## Società

### Evoluzione demografica
Al censimento del 2001 la popolazione di Baikunthpur assommava a 9.301 persone, delle quali 4.862 maschi e 4.439 femmine. I bambini di età inferiore o uguale ai sei anni assommavano a 1.663, dei quali 847 maschi e 816 femmine. Infine, coloro che erano in grado di saper almeno leggere e scrivere erano 5.477, dei quali 3.322 maschi e 2.155 femmine.